# Большие Санники
Больши́е Са́нники — село в Ульчском районе Хабаровского края. Административный центр Санниковского сельского поселения.

## Население
| 2002 | 2010 | 2011 | 2012 | 2013 | 2014 | 2015 |
| ---- | ---- | ---- | ---- | ---- | ---- | ---- |
| 653  | ↘392 | ↘390 | ↘381 | ↘358 | ↘346 | ↘331 |
| 2016 | 2017 | 2018 | 2020 | 2021 |      |      |
| ↗332 | ↘317 | ↘303 | ↘289 | ↘244 |      |      |